# First Vienna FC
Der First Vienna Football-Club 1894, allgemein bekannt als First Vienna FC oder einfach nur als die Vienna bezeichnet, wurde am 22. August 1894 gegründet und ist somit der älteste österreichische Fußballverein. Die Männer spielen seit der Saison 2022/23 in der 2. Liga, Österreichs zweithöchster Spielklasse. Das 2012 neu formierte Frauenteam spielt in der ÖFB Frauen-Bundesliga, der höchsten Spielklasse im österreichischen Frauenfußball. Mit den Vereinsfarben Blau-Gelb trägt „Die Vienna“  seit 1899 ihre Spiele auf der Hohen Warte, einer Erhebung im Wiener Bezirk Döbling, aus. Das Heimstadion der Vienna war zeitweise mit einem Fassungsvermögen von 85.000 Zuschauern (heute 7200) das größte Stadion auf dem europäischen Kontinent und Heimstätte der österreichischen Nationalmannschaft.
Die Vienna gewann in ihrer Geschichte den österreich-ungarischen, den österreichischen und den deutschen Pokalwettbewerb. Höhepunkt der Vereinsgeschichte war der Sieg im Mitropapokal 1931, dem Vorläufer des Europapokals, wobei die Mannschaft als einzige in der Geschichte des Wettbewerbes ungeschlagen blieb.

## Geschichte

### Gründungsgeschichte
Der First Vienna Football-Club 1894 ist der älteste Fußballverein Österreichs. Er wurde am 22. August 1894 vereinsrechtlich gegründet. Am selben Tag wurde die Gründungsversammlung abgehalten und das heute noch gültige von William Beale entworfene Logo präsentiert, das in Anlehnung an den Wappenbestandteil seiner Heimat, der Isle of Man, eine leicht veränderte Triskele in Form eines von drei Beinen umrahmten Fußballes darstellt. Ins Mitgliederverzeichnis trugen sich damals folgende Herren ein: Franz Joli, Max Hans Joli, William Beale, Major, Anlauf, James Black, Brabenetz, Kent, Roberts und Geo Fuchs, der als erster Obmann des Vereins fungierte. Als Paten hoben im Gasthaus „Zur schönen Aussicht“ Baron Nathaniel Rothschild und Generaldirektor Schuster vom Bankhaus Rothschild den Verein aus der Taufe. Die Vereinsfarben wurden mit Blau und Gelb, den Wappenfarben des Hauses Rothschild, festgelegt.
Die Geschichte des Vereins ist eng verknüpft mit der Geschichte des österreichischen Fußballsports. Als das Fußballspiel in den frühen 1890er Jahren nach Österreich-Ungarn einzog, erreichte es zuerst Prag, Graz, Baden bei Wien und 1894 die Metropole des alten Reichs selbst. Bereits 1892 gründeten in Wien ansässige Engländer den Vienna Cricket Club. 1894 gründeten die Cricketer eine eigene Fußballabteilung und benannten sich in First Vienna Cricket and Football-Club um.
Gleichzeitig mit den Cricketern begannen einige Männer auf den Gartenanlagen des Baron Rothschild mit dem Fußballspiel. Begonnen hat es mit den Erzählungen des dort als Gärtner angestellten Engländers James Black, der seinen Kollegen vom englischen Fußball berichtete und ihnen auch die Regeln nahebrachte. In Franz Joli, dem Sohn des österreichischen Chefgärtners, der gerade von einem mehrmonatigen Aufenthalt aus England zurückkam und dort das Fußballspiel kennenlernte, fand er alsbald einen Mitstreiter und beide organisierten das erste Fußballmatch auf einer Wiese des Barons. Unter Ausschluss der Öffentlichkeit traten vier Engländer gegen vier Österreicher an und zerpflückten die Rasenpracht des Barons, der seine Gartenanlagen liebte. Der Bankier und Finanzier Nathaniel Mayer von Rothschild verbot den Kickern daraufhin das Fußballspielen auf seinen Anlagen, finanzierte ihnen jedoch die Anmietung der Kuglerwiese und kam auch für den Trainings- und Spielbetrieb der Mannschaft auf. Aufgrund dieser Unterstützung entschlossen sich die jungen Männer sofort zur Vereinsgründung und nahmen aus Dankbarkeit die Wappenfarben ihres Mäzens an. Die ersten Mannschaften traten mit Jockeymützen und vertikal geteilten blau-gelben Hemden zu ihren Spielen an und sahen damit in der Anfangszeit aus wie Jockeys des Barons, der auch Besitzer eines großen und bekannten Rennstalls war.

### Der Kampf um dasFirst
Der First Vienna Cricket and Football-Club und der First Vienna Football-Club reichten ihre Statuten fast gleichzeitig bei der Statthalterei ein, wobei die Unterlagen der Döblinger jedoch früher bearbeitet wurden und der First Vienna FC 1894 am 22. August 1894 die Vereinsgründung amtlich beglaubigt erhielt. Die Cricketer erhielten ihre Beglaubigung genau einen Tag später, am 23. August 1894 und mussten auf Antrag der Vienna auch noch die Bezeichnung First aus ihrem Namen streichen. Die Vienna wurde damit zum ältesten Fußballverein Österreichs. Die Engländer aus dem Prater hingegen, die auf den Titel First so erpicht waren, sprachen von Skandal und Korruption. Daraus entwickelte sich zwischen beiden Vereinen eine über das sportliche Ausmaß hinausgehende Rivalität, wie es sie später wohl nur noch zwischen Rapid und Austria geben sollte.

### Die ersten Spiele
Am 15. November 1894 spielte die Vienna das erste offizielle Fußballmatch auf Wiener Boden gegen den Vienna Cricket and Football-Club. Das historische Spiel fand vor etwa 300 Zuschauern auf der Kuglerwiese, der Heimstätte der Vienna statt und endete mit einem klaren 4:0-Erfolg für die Pratermannschaft. Im Gegensatz zu den Cricketern, deren Mannschaft ausschließlich aus Briten bestand, standen in den Reihen der Döblinger bereits einige echte Wiener. Diese Begegnung wird noch heute als die Geburtsstunde des österreichischen Fußballsports angesehen, obwohl bereits am 18. März 1894 zwei Mannschaften des ATRV Graz in der steirischen Metropole gegeneinander antraten. Das Rückspiel fand am 29. November 1894 auf der Jesuitenwiese im Prater statt und endete erneut mit einem 4:0-Erfolg des Vienna Cricket and Football-Club. Erst im dritten Derby der beiden Vereine, das am 14. April 1895 stattfand, konnte die Vienna die Cricketer erstmals bezwingen. Das Spiel endete mit dem damaligen „Standardergebnis“ von 4:0, diesmal allerdings für den First Vienna FC 1894 und stellte nach dem gewonnenen Namensstreit den ersten sportlichen Erfolg über den Konkurrenten aus dem Prater dar.

### Die ersten Erfolge
Challenge-Cup und Tagblatt-Pokal 1897–1911

Die ersten großen Erfolge feiert die Vienna im Challenge-Cup. Dieser wurde 1897 erstmals ausgetragen und war grundsätzlich offen für alle Vereine der Monarchie. Im Semifinale des Bewerbs traf der First Vienna FC 1894 auf seinen Erzrivalen und Organisator des Bewerbs, den Vienna Cricket and Football-Club und verlor am 15. November 1897 das Spiel auf der Jesuitenwiese im Prater mit 2:3. Die Tore der Vienna erzielten Gindl und Nicholson. Der Vienna-Spieler M. D. Nicholson sorgte mit einem weiteren Tor, das vom Schiedsrichter allerdings nicht anerkannt wurde, dafür, dass ab diesem Zeitpunkt jedes Tor mit Tornetzen zu versehen war, wie das im Mutterland des Fußballs, England seit Jahren üblich war.
Am 27. November 1898 siegte die Vienna im Semifinale durch ein Tor von Lowe mit 1:0 gegen die Cricketer und stand damit erstmals im Endspiel des Challenge-Cup. Im Finale, das am 5. März 1899 auf der Jesuitenwiese im Prater ausgetragen wurde, bezwang die Vienna den Finalgegner AC Victoria Wien mit 4:1 und holte sich ihren ersten Challenge-Cup-Sieg. Die Mannschaft, die den allerersten Titel für den First Vienna FC 1894 holte, setzte sich aus den Spielern Karl Mollisch, Alfred Marek, M. D. Nicholson, O’Hofer, Anlauf, Niedl, Retzbach, Schönpflug, Eckstein, Hans und Soldat zusammen.
In der Folgesaison 1899/1900 bezwang die Vienna im Semifinale den Wiener FC 1898 mit 3:1 und holte sich im Finale am 11. März 1900 durch einen 2:0-Erfolg gegen den Vienna Cricket and Football-Club zum zweiten Mal den Challenge-Cup. Die Torschützen im Endspiel waren Eipel (Wilhelm Eipeldauer) und Albert (Franz Jureczek). Die Siegermannschaft hatte folgendes Aussehen: Erwin Zander, Gilly (Paul von Goldberger), Franz Joli, Karl Mollisch, M. D. Nicholson, Paul Zander, Max Joli, Blooncy (Ignaz Blumenfeld), Löwenbein, Eipel, Gindl, Albert, Eckstein, Willy Zander. In den folgenden Jahren konnte sich die Vienna im Challenge-Cup jedoch nicht mehr entscheidend in Szene setzen und schied zumeist sehr früh aus dem Bewerb aus.
Der zweite große Bewerb der damaligen Zeit war der bereits nach Meisterschaftssystem ausgetragene Wiener Tagblatt-Pokal. Dieser wurde von 1900 bis 1903 ausgespielt und in allen Jahren vom Wiener AC gewonnen. Die Vienna belegte in den Jahren 1902 und 1903 jeweils den zweiten Platz, wobei der Titelgewinn mit zwei bzw. einem Punkt Rückstand auf den WAC jeweils knapp verpasst wurde.
Bedeutende Freundschaftsspiele

Am 1. November 1899 traf die Vienna im Rahmen der neuen Sportplatzeröffnung auf den DFC Prag. Die Prager waren seit zwei Jahren ungeschlagen und galten als die beste Kontinentalmannschaft der damaligen Zeit. Die Mannschaft aus Prag war komplett nach Wien gereist und meinte im Vorfeld, dass man den Wienern nicht die Feierlichkeiten verderben wolle und deshalb auf keinen Fall mehr als vier Tore schießen werde. Die von Trainer M. D. Nicholson neu formierte Mannschaft der Vienna lieferte mit dem 2:0 durch Tore von Eipel und Gindl eine Sensation, die sogar die Cricketer aus dem Prater mit Jubelrufen quittierten. Die Aufstellung der Vienna sah damals folgendermaßen aus: Mollisch (Tor), Erwin und Paul Zander (Verteidigung), Blooncy, Alfred Marek, Gilly (Deckung), Gindl, Eipel, Albert, Eckstein und Willy Zander (Angriff).
Die neue Mannschaft eilte von Sieg zu Sieg und konnte am 3. Dezember 1899 auch die Cricketer schlagen. Diesem Erfolg kam besondere Bedeutung zu, da in den Reihen des First Vienna FC kein einziger Engländer mehr stand und damit erstmals eine reine Wiener Mannschaft den Praterklub, der noch immer zum größten Teil aus Briten bestand, besiegen konnte. Die von August 1899 bis zum Herbst 1904 von Hermann Schönaug geleitete Vienna erzielte nach dem Abschied Nicholsons eine Reihe weiterer schöner Erfolge. So gelangen dem First Vienna Football-Club 1901 Siege gegen Slavia Prag (5:3), Graz (7:1), Wiener FC 1898 (8:0) und Wiener AC (4: 2). 1901/02 gewannen die Döblinger ein Turnier in Margarethen sowie das Pfingstturnier der Cricketer. Im großen Rapid-Turnier gelangten sie zwar in die Entscheidung, mussten den Sieg jedoch den Cricketern überlassen.
1904 übernahm mit Franz Joli ein Gründungsmitglied von 1894 die Leitung des Vereins. Die Jubiläumsmannschaft dieses Jahres war eine der stärksten die der Klub bisher besaß und setzte sich aus Pekarna (Tor), Eipel, Weiß (Verteidigung), Dick, Blooncy, Lencewski, genannt Lintsch (Deckung) und Kellner, Kohn, Albert, Weißberg und Kreisl (Angriff) zusammen. Einer der größten Erfolge, die diese Mannschaft im Jahr 1904 errang, war ein 5:3-Auswärtssieg gegen den DFC Prag. Zur Halbzeit führten die Böhmen bereits mit 3:0 ehe Weißberg und Kohn binnen fünf Minuten durch drei Tore ausglichen und Kellner die Vienna mit zwei weiteren Toren zum Sieg führte. Erwähnenswert sind auch ein 5:3-Erfolg gegen Slavia Prag und ein 6:0-Sieg über Sparta Prag. Den Höhepunkt des Jubiläumsjahres bildete schließlich ein überraschender 4:3-Heimerfolg gegen den damaligen deutschen Meister T.u.FC Union 92 Berlin. Auch in diesem Spiel zeigte sich der unbedingte Siegeswille der Wiener, die erneut nach einem 0:3-Halbzeitstand das Spiel zu ihren Gunsten entscheiden konnten.

### Die ersten Jahre der Meisterschaft 1912–1923
Der First Vienna FC 1894 spielte bisher 68 Saisonen in der höchsten österreichischen Spielklasse und war in der Auftaktsaison 1911/12 Gründungsmitglied der ersten offiziellen Meisterschaft. Die Döblinger erreichten in der Premierensaison den sechsten Endrang und Johann Schwarz konnte sich mit 22 Toren als Torschützenkönig behaupten, stiegen am Ende des Spieljahres 1913/14 jedoch aus der damaligen Ersten Klasse ab. Dass es überhaupt zum Abstieg bzw. Ausstieg aus der Liga kam, hatten die Funktionäre der Vienna zu verantworten. Nachdem in den beiden vorangegangenen Spieljahren ein Relegationsspiel zwischen dem letzten der 1. Klasse und dem Meister der 2. Klasse stattfand, brachten diese einen Antrag auf Abschaffung der Relegationsspiele und auf Einführung eines automatischen Auf- und Abstiegs ein. Als der Fußballverband diesem Antrag stattgab und die Vienna überraschend selbst auf dem Abstiegsplatz landete, legten die Funktionäre der Döblinger umgehende Protest gegen ihren eigenen (!) Antrag ein. Der Verband ließ sich auf diese Farce nicht ein und bestätigte den Abstieg der Blau-Gelben. Die Vienna zog sich daraufhin aus dem Verband zurück und gründete mit dem Fußballbund in Niederösterreich (FBiNÖ) einen Konkurrenzverband in Niederösterreich und zusammen mit Vereinen aus Böhmen und Prag den Football-Union-of-Austrian Nations (FUAN) einen Gegenverband zum ÖFV, die sich nach zwei Jahren wieder auflösten. 1916 kehrten die Döblinger in den ÖFV zurück und stiegen in der 2. Klasse wieder in das Meisterschaftsgeschehen ein. In der Saison 1918/19 gelang den Spielern Pekarna II, Blum, Rumbold, Grabner, Weber, Peschek, Eckel, Tremmel, Fritthum, Hatschi und Edelbacher der Meistertitel der 2. Klasse und der Aufstieg in die höchste Liga.

### Vom Mitläufer zum Spitzenklub 1924–1937
Auf dem Weg zum ersten Pokalsieg

1924 durften sich die Döblinger erstmals über den Titel eines Vizemeisters (hinter dem Wiener Amateur-SV) freuen. Im Jahr darauf wurde in Österreich die Profi-Meisterschaft eingeführt. Der First Vienna FC 1894 erreichte immerhin den dritten Rang und spielte sich im ÖFB-Cup erstmals in das Finale vor. Dort unterlag die Vienna jedoch am 8. November 1925 dem Wiener Amateur-SV mit 1:3. Im Cupfinale von 1926 trafen beide Vereine erneut aufeinander, doch wieder verloren die Döblinger das Endspiel gegen die Amateure knapp mit 3:4. Die Torschützen der Blau-Gelben, die in diesem Spieljahr auch wieder Vizemeister wurden, waren Bulla (2) und Siklossy.
Am 30. Mai 1929 feierte die Vienna mit dem Cupgewinn über Rapid den größten Erfolg seit dem Gewinn des Challenge-Cups im Jahr 1900. Die Döblinger schlugen in einem spannenden Match vor 35.000 Zuschauern auf der Hohen Warte die Hütteldorfer durch Tore von Giebisch, Karl Gerhold und Gschweidl mit 3:2. Mit diesem Erfolg gehörte der First Vienna FC 1894 wieder zu den absoluten Spitzenvereinen Österreichs. 1930 belegte die Vienna mit nur zwei Punkten Rückstand auf Rapid und Admira den dritten Tabellenplatz, gewann aber, nachdem man sich mit einem 4:0-Sieg über Rapid ins Finale durchgekämpft hatte erneut den ÖFB-Cup. Der Endspielgegner hieß diesmal FK Austria Wien. Gespielt wurde vor 12.000 Zuschauern auf der Pfarrwiese und das Resultat lautete durch ein Tor von Fritz Gschweidl in der 76. Minute 1:0 für die Döblinger.
Meisterehren und Mitropacup-Sieg

Die Saison 1930/31 sollte nach den Anläufen in den vorhergegangenen Jahren zum nächsten Höhepunkt der Mannschaft werden. Am 7. Juni 1931 besiegten die Döblinger den Titelanwärter FK Austria Wien mit 4:1 und holten sich damit erstmals den ersten Österreichischen Meistertitel. Als Meister durfte die Vienna 1931 im Mitropacup mitspielen und sorgte gemeinsam mit dem Wiener AC, der sich als Sieger des Wintercups qualifiziert hatte für den größten Erfolg Österreichs in diesem internationalen Bewerb. Beide Vereine erreichten das Finale, wobei die Vienna zuerst den ungarischen Verein Bocskai FC Debrecen mit 3:0 und 4:0 und schließlich die AS Rom mit 3:2 und 3:1 bezwang. Das erste Finalspiel in Zürich gewann der First Vienna FC 1894 mit 3:2, das Rückspiel auf der Hohen Warte mit 3:1. Die Vienna gewann damit erstmals und einmalig den Mitropacup.
Nach dem Vizemeistertitel 1932, lag die Vienna in der Meisterschaft auch 1933 wieder ganz vorn. Mit der damals sicherlich mit Abstand besten Verteidigung ausgestattet, lag man am Ende mit drei Punkten Vorsprung vor Rapid an der Tabellenspitze und konnte damit den zweiten Meistertitel feiern. 1936 belegten die Döblinger zum vierten Mal den 2. Rang in der Meisterschaft und scheiterten im Cupendspiel mit 0:3 an der Wiener Austria. Den dritten und bis heute letzten Pokalgewinn feierten die Blau-Gelben im Jahr 1937 mit 2:0 über den Wiener Sport-Club. In der Meisterschaft reichte es für die Vienna in diesem Jahr jedoch nur für den dritten Rang.

### Die Zeit der „Ostmark“ – Viennas goldene Ära

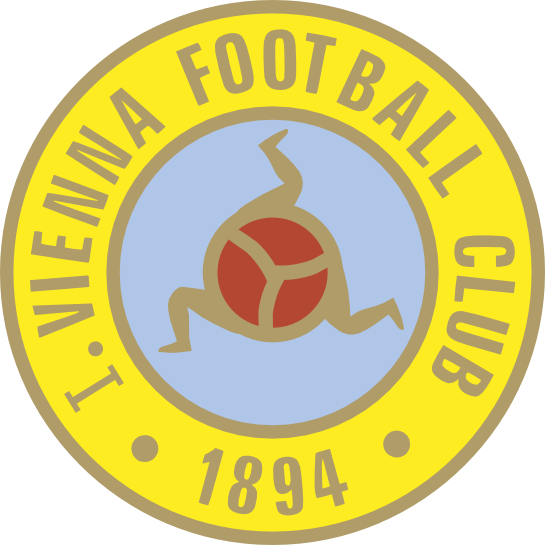
Altes Logo des Vereins

In der Zeit des Anschlusses Österreichs an das Deutsche Reich gewann der First Vienna FC von 1942 bis 1944 dreimal in Folge die Meisterschaft der Ostmark. Mit dem Gewinn dieses Titels war der Verein berechtigt an der Endrunde um die deutsche Meisterschaft teilzunehmen. Der Vienna gelang es 1942 bis in das Endspiel vorzudringen, verlor dort jedoch gegen Schalke 04. In den Jahren 1943 und 1944 erreichten die Döblinger noch das Semifinale und das Viertelfinale der deutschen Meisterschaft. Der größte Erfolg dieser Zeit war jedoch der Gewinn des deutschen Pokalwettbewerbs von 1943 gegen den LSV Hamburg.
Endspiel um die deutsche Meisterschaft 1942

In der Qualifikationsrunde traf man auf den LSV Olmütz (Olomouc, Tschechien) und gewann auswärts im Olmützer Stadion mit 1:0. Mit zwei Heimsiegen im Wiener Praterstadion gegen Germania Königshütte (1:0) und dem Planitzer SC (3:2) erreichten die Wiener das Halbfinale und trafen dort auf die Mannschaft von Blau-Weiß 90 Berlin. Die Döblinger gewannen das Spiel im Olympiastadion Berlin mit 3:2. Im Endspiel folgte jedoch eine 0:2-Niederlage gegen den FC Schalke 04.
Tschammerpokal 1943

Im Herbst 1943 begannen die Kämpfe im deutschen Tschammer-Pokal. Mit Siegen über den Wiener AC, Floridsdorfer AC, Breslau 02 und den 1. FC Nürnberg spielte sich die Vienna bis in das Finale des deutschen Pokalsbewerbs, das am 31. Oktober 1943 in Stuttgart stattfand. Der Finalgegner LSV Hamburg konnte in der Verlängerung mit 3:2 besiegt werden. Den Siegestreffer gegen die Hamburger Mannschaft schoss der in Wien als Soldat stationierte Hamburger Gastspieler Rudolf Noack. In der siegreichen Elf des deutschen Pokalsiegers standen Hans Schwarzer, Otto Kaller, Karl Bortoli, Gottfried Gröbel, Ernst Sabeditsch, Richard Dörfel, Franz Holeschofsky, Karl Decker, Richard Fischer, Rudolf Noack und Franz Widhalm.
Endrunde um die deutsche Meisterschaft 1943

Der Meister der Sportbereichsklasse „Ostmark“ startete mit einem 5:2-Heimerfolg über den MSV Brünn aus Südmähren und einem 8:0 Kantersieg auswärts in Breslau gegen den LSV Reinecke Brieg aus Niederschlesien. Im Viertelfinale bezwangen die Wiener den TSV 1860 München im Praterstadion mit 2:0 und trafen damit im Halbfinale auf den FV Saarbrücken. Die Saarbrücker gewannen das Spiel, das in Stuttgart ausgetragen wurde, mit 2:1, womit der Vienna nur noch das Spiel um den dritten Platz blieb. Dieses fand am 26. Juni 1943 im Berliner Poststadion statt und endete mit einer 1:4-Niederlage gegen Holstein Kiel.
Endrunde um die deutsche Meisterschaft 1944

In der ersten Runde um die letzte deutsche Kriegsmeisterschaft schlugen die Döblinger den MSV Brünn auswärts mit 6:3. Im Achtelfinale trafen sie auf den STC Hirschberg aus Schlesien und gewannen das Spiel im Praterstadion mit 5:0. Im Viertelfinale traf die Vienna auf den Dresdner SC. Die Begegnung fand auswärts in Dresden statt und endete mit einem 3:2-Heimerfolg der Gastgeber.

### Zum sechsten Mal österreichischer Meister
Die erste Konkurrenz im neuen Österreich war der von den Russen gespendete Befreiungspokal. Die Vienna konnte diesen kleinen Pokalbewerb durch einen 3:1-Sieg im Finale gegen den SC Helfort für sich entscheiden. In der Meisterschaft spielten die Döblinger lange Zeit keine entscheidende Rolle mehr. Zu Beginn der 1950er Jahre wurde die Mannschaft kontinuierlich stärker und in der Saison 1954/55 sollte es dann endlich wieder einen Höhepunkt in der Vereinsgeschichte geben. Die Mannschaft war von Anfang in den Spitzenrängen vertreten und eroberte am Ende auf Grund des besseren Torverhältnisses gegenüber dem Wiener Sport-Club den sechsten österreichischen Meistertitel. Fast die gesamte Mannschaft der Vienna gehörte damals zum Kader der A- oder B-Nationalmannschaft. Ein erwähnenswertes Ereignis gab es im Jahr 1956 mit dem ersten Flutlichtspiel in Wien, bei dem die Vienna auf den SC Wacker traf. Die Flutlichtanlage im Wiener Praterstadion wurde hingegen erst zehn Tage später beim Europacupspiel des SK Rapid gegen Real Madrid eingeweiht.

### 1968 bis 1986: Ein stetiges Auf und Ab
In den folgenden Jahren und Jahrzehnten verlor der Verein aus Döbling allmählich an Bedeutung. 1968 stieg die Vienna auf dem vorletzten Platz der Tabelle liegend erstmals seit 1919 aus der obersten Spielklasse ab. In der Folgesaison gelang dem Verein der sofortige Wiederaufstieg in die Nationalliga und mit einer veränderten Mannschaft erreichte die Vienna 1970/71 sogar den vierten Platz in der Meisterschaft. Danach platzierten sich Blau-Gelben zumeist nur im unteren Tabellendrittel und mussten mit Einführung der Zehnerliga als dritter Wiener Verein nur auf Rang elf liegend, aus der obersten Liga absteigen. Bis 1986 (!) wechselten die Döblinger fast Jahr für Jahr die Spielklasse zwischen erster und zweiter Liga. Sogar in der Saison 1979/80, als die Mannschaft mit August Starek und Hans Krankl verstärkt wurde, vermochte sich die Vienna nicht in der 1. Division der Bundesliga zu halten. Auch 13 Tore von Hans Krankl konnten den Abstieg in dieser Saison nicht verhindern.

### 1986 bis 1993: Mario Kempes, UEFA-Cup und der letzte Bundesliga-Aufstieg
1986 bis 1990 war Foto Nettig Hauptsponsor des Vereins, der Unternehmer Walter Nettig wurde Präsident. Schon 1986 stellte die Vienna mit einem Sensationstransfer alle anderen Bundesligavereine in den Schatten. Die Döblinger schafften es, den argentinischen Weltmeister Mario Kempes zu engagieren. Die Mannschaft hatte unter Mithilfe Kempes’ und des ehemaligen österreichischen Nationalspielers Gerhard Steinkogler die Qualität, sich in der 1. Bundesliga zu halten. In den Jahren darauf kamen viele bekannte Spieler nach Döbling und die Vienna wuchs langsam wieder zu einer sehr guten Mannschaft. Im Winter 1987 kamen Kurt Russ vom Kapfenberger SV und Andreas Herzog leihweise von Rapid zum Verein. Beide standen selbst am Beginn einer großen Karriere und waren damals schon wesentliche Verstärkungen für die Vienna. Kurt Russ wurde oftmaliger Nationalspieler, die Karriere von Andi Herzog ist hinlänglich bekannt. Herzog entwickelte sich bei der Vienna dermaßen schnell zum Spitzenspieler und Nationalspieler, dass sein Stammverein Rapid ihn nach einer Saison nach Hütteldorf zurückholte. Ein weiterer Großer des österreichischen Fußballs, der über die Vienna ins Nationalteam kam, war Peter Stöger. Aber auch viele andere, wie Peter Webora, Andreas Heraf, Hannes Reinmayr, Ivica Vastić und Gerald Glatzmayer trugen in den Jahren von 1987 bis 1992 den blau-gelben Dress. Nach einer jahrelangen Durststrecke konnte sich die Vienna in diesen Jahren zweimal für den UEFA-Cup qualifizieren und hatte damit das Ziel erreicht, endlich wieder in einem großen internationalen Bewerb mitspielen zu können. Bei den Teilnahmen am UEFA-Cup in den Saisonen 1988/1989 und 1989/1990 konnte die Vienna jeweils in die zweite Runde vordringen. In der Saison 1988/1989 wurde in der ersten Runde der dänische Vertreter Ikast FS ausgeschaltet (Ergebnisse 1:0 und 1:2). In der zweiten Runde scheiterte die Vienna denkbar knapp am finnischen Vertreter Turku; die beiden Heimtreffer von Drabits und Glatzmayer reichten nicht (Ergebnisse 2:1 und 0:1). In der folgenden Saison 1989/1990 wurde in der ersten Runde der maltesische Vertreter FC Valletta mit 4:1 und 3:0 deutlich geschlagen (insgesamt drei Treffer von Balzis). In der zweiten Runde war wie in der Vorsaison wieder nur aufgrund der Auswärtstorregel für die Vienna Endstation. Gegen den griechischen Vertreter Olympiakos Piräus schlug sich die Vienna beachtlich und erreichte aufgrund von Toren von Niederstrasser, Haiden und Jenisch zwei Remis (2:2 und 1:1).

### 1993 bis 2009: Pokalfinale und Abstieg in die dritte Spielklasse
1993/94 spielte die Vienna wieder in der 2. Division. Mit einem ausgeglichenen, aber trotzdem nur durchschnittlichen Kader hoffte man, im Jubiläumsjahr wieder den Aufstieg in die 1. Division der Bundesliga zu schaffen; Trainer Rudi Eggenberger gelang jedoch nur das Erreichen des letztendlich zu erwartenden sechsten Ranges. In den Jahren danach waren die Döblinger sehr oft nahe am Aufstieg, konnten das angestrebte Ziel aber nicht erreichen.
1997 erreichte die Vienna mit dem Einzug in das ÖFB-Cupfinale ihren letzten großen Erfolg. Mit Siegen gegen Trausdorf (4:1), FC Tulln (3:1), FK Austria Wien (3:1) und DSV Leoben (3:0) kam man ins Viertelfinale. Dort wartete auswärts der Grazer AK, der mit 1:0 bezwungen werden konnte. Im Semifinale traf die Vienna auf den SV Austria Salzburg, der in dieser Saison seinen dritten Meistertitel feierte. In einem spannenden und packenden Match konnte die Vienna den Salzburgern ein 2:2-Remis nach Verlängerung abringen und das anschließende Elfmeterschießen sensationell mit 8:7 für sich entscheiden. Die Vienna stand nach 36 Jahren wieder im Endspiel um den österreichischen Cupbewerb. Gegner war im Ernst-Happel-Stadion vor 14000 Zuschauern der Titelverteidiger SK Sturm Graz. Das Spiel begann für die Döblinger sehr unglücklich. Bereits in der fünften Minute bekamen die Grazer einen Elfmeter zugesprochen, der vom ehemaligen Vienna-Spieler Ivica Vastić verwandelt wurde. Die Blau-Gelben waren dem Erstligisten fast ebenbürtig, mussten aber doch in der 74. Minute das 0:2 durch Jens Dowe hinnehmen. Der Anschlusstreffer für die Wiener resultierte aus einem Eigentor von Mario Posch in der 88. Minute. Die Vienna bot eine hervorragende Leistung und konnte erhobenen Hauptes vom Spielfeld gehen. Die Mannschaft der Vienna im Finale, das den bislang letzten bedeutenden Auftritt darstellt: Heinz Weber, Franz Blizenec, Christoph Jank, Alexander Jank, Andreas Gutlederer, Manfred Wachter, Peter Pospisil, Hans Slunecko, Martin Lang, Zeljko Radovic, Michael Strasser und als Einwechselspieler Manfred Preschern und Martin Cestnik.

Logo 2000–2003

Unter Trainer Walter Skocik musste die Vienna in der Saison 2000/01 erstmals in der Vereinsgeschichte den Weg in die dritthöchste Spielklasse, die Regionalliga Ost antreten. Der Verein blieb bis zur Saison 2008/2009 in der Regionalliga Ost und schaffte mehrmals Plätze im oberen Mittelfeld.

### 2009 bis 2014: Stadthallensieg und Rückkehr in die zweite Spielklasse
Mit Peter Stöger als Trainer und Nikolaus Gutmann als Manager konnte Vienna zu Beginn des Jahres 2009 mit dem erstmaligen Gewinn des traditionellen Wiener Stadthallenturniers einen Achtungserfolg erzielen. Die Döblinger schafften in der Saison 2008/09 den ersten Platz und kehrten nach acht Jahren Drittklassigkeit wieder in Österreichs zweithöchste Spielklasse zurück. Am Ende der Saison kam dann Peter Schöttel hinzu. In der Saison 2009/2010 belegte man den elften und vorletzten Platz. Die Relegationsspiele gegen Westligameister SV Grödig entfielen, da dem Bundesligaabsteiger Austria Kärnten die Lizenz entzogen wurde.
Im Spieljahr 2010/11 wurde die Vienna wieder Vorletzter vor Absteiger SV Gratkorn, dem neuen Trainer Alfred Tatar gelang es aber, die Relegationsspiele gegen den Meister der Regionalliga Ost, SC-ESV Parndorf 1919, mit 3:0 und 2:1 zu gewinnen. Im Folgejahr sicherten sich die Döblinger unter Tatar erst in der 36. und letzten Runde den achten Platz und distanzierten den Vorletzten FC Lustenau nur aufgrund der besseren Tordifferenz. In der Saison 2012/13 hielt sich die Vienna mit guten Leistungen zwar dem Abstiegskampf fern und belegte den 7. Rang, wurde allerdings wegen Verstößen gegen die Lizenzbestimmungen mit einem 3-Punkte-Minus für die Saison 2013/14 bedacht. Am Ende der Saison gaben die Vienna und Erfolgstrainer Tatar die einvernehmliche Trennung bekannt.

### 2014 bis 2017: Abstieg in die Regionalliga Ost
Die Saison 2013/14 verlief ohne Tatar in jeder Beziehung wenig erfreulich:
Der Wiener Traditionsklub wurde abgeschlagen Letzter, ihm wurden zudem wegen diverser Lizenzierungsverstöße nicht weniger als 13 Punkte abgezogen, im Übrigen auch noch die Lizenz für die Saison 2014/15 im Profifußball verweigert.
Die Vienna musste daher ab der Saison 2014/15 in der drittklassigen Regionalliga Ost spielen.

### 2017 bis heute: Zwangsabstieg in die 5. Liga
2017 musste der Verein Insolvenz anmelden. Im Mai 2017 stimmten die Gläubiger einem Ausgleich mit einer Quote von 30 % zu, wobei der Verein 10 % unverzüglich und 20 % in den nächsten zwei Jahren auszahlen muss. Da insgesamt 1,4 Millionen Euro an Forderungen anerkannt wurden, entsprechen 30 % 420.000 Euro. Somit wurde ein Konkurs verhindert. Gleichzeitig wurde das Versicherungsunternehmen Uniqa als neuer Hauptsponsor vorgestellt. Ob ein weiterer Verbleib in der Regionalliga Ost möglich ist, war zunächst noch unklar, da der Verein den vom ÖFB vorgeschriebenen Zwangsabstieg vor Gericht bekämpfte und eine einstweilige Verfügung erwirkte. Im Juli 2017 wurde allerdings dem Rekurs des ÖFB stattgegeben, wodurch die Vienna ihre Spielberechtigung für die Regionalliga verlor. Rund eine Woche nach Stattgabe des Rekurses erhielt die Vienna zwar ihre Spielberechtigung für die Regionalliga wieder, jedoch entschied der OGH am 28. November 2017, dass der Verein in die 2. Landesliga (fünfthöchste Leistungsstufe) absteigen muss.
Nachdem 2017/18 der Aufstieg in die Wiener Stadtliga mit dem 3. Platz verpasst wurde, gelang schließlich 2018/19 der Meistertitel in der 2. Landesliga und somit der Aufstieg.
In der Saison 2021/22 spielte Vienna wieder in der 3. Klasse (Regionalliga Ost), wo der Verein direkt den Meistertitel gewann und somit in die 2. Liga aufsteigen konnte.

## Kampfmannschaft

### Trainerteam
Stand: 1. Juli 2025
| Funktion        | Name            | Geburtsdatum | Nationalität | beim Verein seit | letzter Verein                |
| --------------- | --------------- | ------------ | ------------ | ---------------- | ----------------------------- |
| Trainer         | Alexandar Gizow | 27.10.1987   | Bulgarien    | 07/2025          | SKN St. Pölten                |
| Co-Trainer      | Mehmet Sütcü    | 01.08.1989   | Osterreich   | 07/2025          | Cheftrainer                   |
| Co-Trainer      | Roman Kienast   | 29.03.1984   | Osterreich   | 03/2024          | Trainer NWZ First Vienna U-18 |
| Torwarttrainer  | Patrick Kostner | 28.02.1988   | Osterreich   | 07/2022          | SK Rapid Wien Jugend          |
| Athletiktrainer | Nikola Zivotic  | 26.01.1996   | Osterreich   | 07/2024          | First Vienna FC Frauen        |

### Aktueller Kader
Stand: 30. Juli 2025
| Rücken- nummer | Name                   | Geburtsdatum | Nationalität   | beim Verein seit | letzter Verein                    |
| Tor            | Tor                    | Tor          | Tor            | Tor              | Tor                               |
| -------------- | ---------------------- | ------------ | -------------- | ---------------- | --------------------------------- |
| 01             | Bernhard Unger         | 23.04.1999   | Osterreich     | 07/2024          | SK Rapid Wien                     |
| 26             | Moritz Troindl         | 26.09.2007   | Osterreich     | 07/2025          | First Vienna FC II                |
| 41             | Christopher Giuliani   | 07.05.1999   | Osterreich     | 07/2023          | Kapfenberger SV                   |
| Verteidigung   |                        |              |                |                  |                                   |
| 04             | Niklas Szerencsi       | 08.06.2000   | Osterreich     | 07/2025          | SK Austria Klagenfurt             |
| 05             | Santino Pistrol        | 26.08.2007   | Osterreich     | 07/2025          | First Vienna FC II                |
| 17             | Benjamin Rosenberger   | 15.06.1996   | Osterreich     | 07/2025          | Grazer AK                         |
| 19             | Niklas Alozie          | 14.02.2003   | Osterreich     | 07/2024          | Favoritner AC                     |
| 22             | Osarenren Okungbowa    | 13.05.1994   | Osterreich     | 07/2025          | WSG Tirol                         |
| 25             | Jürgen Bauer           | 07.07.1998   | Osterreich     | 07/2023          | SV Horn                           |
| 36             | Kelechi Nnamdi         | 22.03.2006   | Osterreich     | 09/2024          | First Vienna FC II                |
| Mittelfeld     |                        |              |                |                  |                                   |
| 06             | Markus Rusek           | 26.12.1993   | Osterreich     | 01/2025          | Grazer AK                         |
| 08             | Bernhard Luxbacher     | 18.11.1994   | Osterreich     | 07/2020          | ASK Ebreichsdorf                  |
| 14             | Jong-Min Seo           | 09.05.2002   | Korea Sud      | 07/2025          | Chemnitzer FC                     |
| 20             | Felix Nagele           | 02.04.2007   | Osterreich     | 09/2024          | First Vienna FC II                |
| 21             | Gontie Junior Diomandé | 20.05.2003   | Elfenbeinküste | 07/2024          | SV Ried                           |
| 28             | Kai Stratznig          | 15.04.2002   | Osterreich     | 01/2023          | vereinslos (zuvor Wolfsberger AC) |
| 34             | Dean Titkov            | 22.06.2004   | Osterreich     | 05/2024          | First Vienna FC II                |
| 37             | Louis Birkhahn         | 05.02.2006   | Osterreich     | 07/2025          | First Vienna FC II                |
| 39             | Lucas Dantas           | 25.10.2001   | Brasilien      | 07/2025          | FC Blau-Weiß Linz                 |
| 66             | David Ungar            | 17.03.2000   | Osterreich     | 07/2024          | SV Ried                           |
| 80             | Aris Stogiannidis      | 03.03.2004   | Osterreich     | 05/2025          | First Vienna FC II                |
| Angriff        |                        |              |                |                  |                                   |
| 07             | Christoph Monschein    | 22.10.1992   | Osterreich     | 07/2023          | SV Ried                           |
| 09             | Amir Abdijanovic       | 03.03.2001   | Osterreich     | 07/2025          | SV Horn                           |
| 10             | Marco Djuricin         | 12.12.1992   | Osterreich     | 07/2025          | SV Stripfing                      |
| 16             | Patrick Schmidt        | 22.07.1998   | Osterreich     | 07/2024          | FC Admira Wacker Mödling          |
| 18             | Bernhard Zimmermann    | 15.02.2002   | Osterreich     | 01/2025          | SK Rapid Wien                     |
| 27             | Vincent Zeidler        | 09.10.2008   | Osterreich     | 05/2025          | First Vienna FC II                |
| 45             | Bamba Susso            | 09.10.2002   | Gambia         | 07/2025          | Pisa Sporting Club                |
| 59             | Yalın Dilek            | 26.07.2006   | Turkei         | 01/2025          | Galatasaray Istanbul (Leihe)      |
| 77             | Luca Edelhofer         | 10.03.2001   | Osterreich     | 07/2020          | FK Austria Wien II                |

### Transfers
Stand: 29. Juli 2025
| Zugänge: | Abgänge: |
| Sommer 2025 | Sommer 2025 |
| --- | --- |
| - Amir Abdijanovic (SV Horn) - Lucas Dantas (FC Blau-Weiß Linz) - Marco Djuricin (SV Stripfing) - Osarenren Okungbowa (WSG Tirol) - Benjamin Rosenberger (Grazer AK) - Jong-Min Seo (Chemnitzer FC) - Bamba Susso (Pisa Sporting Club) - Niklas Szerencsi (SK Austria Klagenfurt) | - Kelvin Boateng (FK Austria Wien) - Čedomir Bumbić (NK Maribor) - Marcel Ecker (Union Mauer, Leihe) - Edin Husković (Floridsdorfer AC) - Daniel Luxbacher (SC-ESV Parndorf 1919) - David Peham (SKU Amstetten) - Noah Steiner (SV Stripfing) - Philipp Ochs (vereinslos) - Anes Omerovic (vereinslos) - Haris Zahirović (vereinslos) |

## Spielklassen
| Zeitraum  | Spielklasse Die Zahl in Klammern gibt die Höhe der Spielklasse an (1 = höchste Spielstufe) |
| --------- | ------------------------------------------------------------------------------------------ |
| 1912–1914 | Erste Klasse (1)                                                                           |
| 1915–1916 | Aus dem Verband ausgetreten                                                                |
| 1917–1919 | Zweite Klasse (2)                                                                          |
| 1920–1924 | Erste Klasse (1)                                                                           |
| 1925–1936 | I. Liga (1)                                                                                |
| 1937–1938 | Nationalliga (1)                                                                           |
| 1939      | Gauliga Ostmark (1)                                                                        |
| 1940–1941 | Bereichsklasse Ostmark (1)                                                                 |
| 1942      | Bereichsklasse Donau-Alpenland (1)                                                         |
| 1943–1944 | Gauliga Donau Alpenland (1)                                                                |
| 1945      | keine Meisterschaft                                                                        |
| 1946–1949 | Erste Klasse (1)                                                                           |
| 1950–1965 | Liga A (1)                                                                                 |
| 1966–1968 | Nationalliga (1)                                                                           |
| 1969      | Regionalliga Ost (2)                                                                       |
| 1970–1974 | Nationalliga (1)                                                                           |
| 1975–1976 | Nationalliga (2)                                                                           |
| 1977–1980 | 1. Division (1)                                                                            |
| 1981–1982 | 2. Division (2)                                                                            |
| 1983      | 1. Division (1)                                                                            |
| 1984      | 2. Division (2)                                                                            |
| 1985      | 1. Division (1)                                                                            |
| 1986      | 2. Division (2)                                                                            |
| 1987–1992 | 1. Division (1)                                                                            |
| 1993–1998 | 2. Division (2)                                                                            |
| 1999      | 1. Division (2)                                                                            |
| 2000–2001 | Erste Liga (2)                                                                             |
| 2002–2009 | Regionalliga Ost (3)                                                                       |
| 2009–2014 | Erste Liga (2)                                                                             |
| 2014–2017 | Regionalliga Ost (3)                                                                       |
| 2017–2019 | 2. Landesliga (5)                                                                          |
| 2019–2021 | Wiener Stadtliga (4)                                                                       |
| 2021–2022 | Regionalliga Ost (3)                                                                       |
| 2022-     | 2. Liga (2)                                                                                |

## Titel und Erfolge

### Titel
- 6 × Österreichischer Meister: 1931, 1933, 1942, 1943, 1944, 1955
- 3 × Österreichischer Cupsieger: 1929, 1930, 1937
- 1 × Deutscher Pokalsieger: 1943
- 2 × Challenge-Cup-Sieger: 1899, 1900
- 1 × Mitropapokal-Sieger: 1931
- 1 × Alpenpreis: 1941
- 1 × Befreiungs-Pokal-Sieger: 1945
- 2 × Intertoto-Cup-Sieger: 1988, 1990
- 1 × Wiener-Stadthallenturnier-Sieger: 2009
- 3 × Meister Regionalliga Ost (3. Spielklasse): 2009, 2017, 2022

### Erfolge
- 6 × Österreichischer Vizemeister: 1924, 1926, 1932, 1936, 1957, 1961
- 1 × Deutscher Vizemeister: 1942
- 6 × Österreichischer Cupfinalist: 1925, 1926, 1936, 1946, 1961, 1997
- 68 Erstligasaisonen: 1912–1914, 1920–1944, 1946–1968, 1970–1974, 1977–80, 1983, 1985, 1987–1992

### Torschützenkönige
- 1912 Johann Schwarz 22 Tore
- 1944 Karl Decker 33 Tore
- 1950 Karl Decker 23 Tore
- 1956 Hans Buzek 33 Tore
- 2009 Osman Bozkurt 26 Tore (3. Spielklasse)

## Europapokalbilanz
| Saison                     | Wettbewerb                 | Runde         | Gegner                  | Gesamt    | Hin             | Rück    |
| -------------------------- | -------------------------- | ------------- | ----------------------- | --------- | --------------- | ------- |
| 1929                       | Mitropapokal               | Viertelfinale | Hungária MTK FC         | 5:1       | 4:1 (A)         | 1:0 (H) |
| 1929                       | Mitropapokal               | Halbfinale    | Slavia Prag             | 5:6       | 3:2 (H)         | 2:4 (A) |
| 1930                       | Mitropapokal               | Viertelfinale | Sparta Prag             | 3:5       | 1:2 (A)         | 2:3 (H) |
| 1931                       | Mitropapokal               | Viertelfinale | Bocskay FC Debrecen     | 7:0       | 3:0 (H)         | 4:0 (A) |
| 1931                       | Mitropapokal               | Halbfinale    | AS Rom                  | 6:3       | 3:2 (A)         | 3:1 (H) |
| 1931                       | Mitropapokal               | Finale        | Wiener AC               | 5:3       | 3:2 (N)         | 2:1 (H) |
| 1932                       | Mitropapokal               | Viertelfinale | Újpest FC               | 6:4       | 5:3 (H)         | 1:1 (A) |
| 1932                       | Mitropapokal               | Halbfinale    | AGC Bologna             | 1:2       | 0:2 (A)         | 1:0 (H) |
| 1933                       | Mitropapokal               | Viertelfinale | AS Ambrosiana Inter     | 1:4       | 1:0 (H)         | 0:4 (A) |
| 1935                       | Mitropapokal               | Achtelfinale  | Sparta Prag             | 4:6       | 1:1 (H)         | 3:5 (A) |
| 1936                       | Mitropapokal               | Achtelfinale  | Hungária MTK FC         | 7:1       | 2:0 (A)         | 5:1 (H) |
| 1936                       | Mitropapokal               | Viertelfinale | AS Ambrosiana Inter     | 3:4       | 2:0 (H)         | 1:4 (A) |
| 1937                       | Mitropapokal               | Achtelfinale  | FC Young Fellows Zürich | 4:2       | 2:1 (H)         | 0:1 (A) |
| 1937                       | Mitropapokal               | Achtelfinale  | FC Young Fellows Zürich | 4:2       | 2:0 in Zürich   |         |
| 1937                       | Mitropapokal               | Viertelfinale | Ferencváros Budapest    | 3:4       | 1:2 (A)         | 1:0 (H) |
| 1937                       | Mitropapokal               | Viertelfinale | Ferencváros Budapest    | 3:4       | 1:2 in Budapest |         |
| 1957                       | Mitropapokal               | Viertelfinale | Vasas SC                | 2:4       | 0:3 (A)         | 2:1 (H) |
| 1959                       | Mitropapokal               | Viertelfinale | Vojvodina Novi Sad      | 3:4       | 0:1 (A)         | 3:3 (H) |
| 1960                       | Mitropapokal               | Gruppenphase  | Vasas SC                | 3:6       | 2:3 (H)         | 1:3 (A) |
| 1961/62                    | International Football Cup | Gruppenphase  | 1. FC Tatran Prešov     | 4:5       | 1:2 (A)         | 3:3 (H) |
| 1961/62                    | International Football Cup | Gruppenphase  | SC Lokomotive Leipzig   | 5:0       | 2:0 (A)         | 3:0 (H) |
| 1961/62                    | International Football Cup | Gruppenphase  | Kickers Offenbach       | 8:4       | 3:2 (A)         | 5:2 (H) |
| 1961/62                    | International Football Cup | Viertelfinale | Ajax Amsterdam          | 3:4       | 3:4 n. V. (A)   |         |
| 1963/64                    | International Football Cup | Gruppenphase  | FC Bayern München       | 3:4       | 1:2 (A)         | 2:2 (H) |
| 1963/64                    | International Football Cup | Gruppenphase  | Sparta Rotterdam        | 5:6       | 1:5 (A)         | 4:1 (H) |
| 1963/64                    | International Football Cup | Gruppenphase  | IFK Göteborg            | 6:1       | 5:1 (A)         | 1:0 (H) |
| 1964/65                    | International Football Cup | Gruppenphase  | SC Leipzig              | 2:6       | 1:4 (A)         | 1:2 (H) |
| 1964/65                    | International Football Cup | Gruppenphase  | Vojvodina Novi Sad      | 3:6       | 2:5 (A)         | 1:1 (H) |
| 1964/65                    | International Football Cup | Gruppenphase  | Jednota Trenčín         | 3:5       | 1:5 (A)         | 2:0 (H) |
| 1966/67                    | Mitropapokal               | Achtelfinale  | AC Florenz              | 5:6       | 4:3 (H)         | 1:3 (A) |
| 1967                       | Intertoto-Cup              | Gruppenphase  | Ruch Chorzów            | 1:5       | 0:2 (A)         | 1:3 (H) |
| 1967                       | Intertoto-Cup              | Gruppenphase  | BK Frem København       | 3:5       | 1:4 (A)         | 2:1 (H) |
| 1967                       | Intertoto-Cup              | Gruppenphase  | BSC Young Boys          | 2:4       | 0:2 (A)         | 2:2 (H) |
| 1969/70                    | Mitropapokal               | Achtelfinale  | Inter Bratislava        | 1:6       | 1:6 (A)         |         |
| 1970                       | Intertoto-Cup              | Gruppenphase  | Slavia Prag             | 3:4       | 1:1 (A)         | 2:3 (H) |
| 1970                       | Intertoto-Cup              | Gruppenphase  | GAIS Göteborg           | 5:3       | 2:0 (A)         | 3:3 (H) |
| 1970                       | Intertoto-Cup              | Gruppenphase  | Servette Genf           | 4:2       | 0:1 (A)         | 4:1 (H) |
| 1971/72                    | Mitropapokal               | Gruppenphase  | AC Florenz              | 1:5       | 0:3 (H)         | 1:2 (A) |
| 1971/72                    | Mitropapokal               | Gruppenphase  | Partizan Belgrad        | 1:7       | 0:3 (A)         | 1:4 (H) |
| 1972                       | Intertoto-Cup              | Gruppenphase  | Slovan Bratislava       | 0:6       | 0:5 (A)         | 0:1 (H) |
| 1972                       | Intertoto-Cup              | Gruppenphase  | FC Zürich               | 3:3       | 1:1 (A)         | 2:2 (H) |
| 1972                       | Intertoto-Cup              | Gruppenphase  | Djurgårdens IF          | 6:1       | 3:1 (A)         | 3:0 (H) |
| (Sonderveranstaltung 1978) | Intertoto-Cup              | Gruppenphase  | Újpest Budapest         | 1:4       | 0:2 (A)         | 1:2 (H) |
| (Sonderveranstaltung 1978) | Intertoto-Cup              | Gruppenphase  | CFC Genua               | 3:2       | 2:1 (A)         | 1:1 (H) |
| 1978                       | Intertoto-Cup              | Gruppenphase  | Malmö FF                | 2:3       | 1:2 (A)         | 1:1 (H) |
| 1978                       | Intertoto-Cup              | Gruppenphase  | FC Zürich               | 0:4       | 0:2 (A)         | 0:2 (H) |
| 1978                       | Intertoto-Cup              | Gruppenphase  | Maccabi Tel Aviv        | 4:6       | 1:5 (A)         | 3:1 (H) |
| 1979                       | Intertoto-Cup              | Gruppenphase  | Spartak Trnava          | 1:4       | 0:3 (A)         | 1:1 (H) |
| 1979                       | Intertoto-Cup              | Gruppenphase  | Esbjerg fB              | 1:5       | 1:3 (A)         | 0:2 (H) |
| 1979                       | Intertoto-Cup              | Gruppenphase  | Kalmar FF               | 2:5       | 0:3 (A)         | 2:2 (H) |
| 1988                       | Intertoto-Cup              | Gruppenphase  | Rudá Hvězda Cheb        | 3:7       | 0:5 (A)         | 3:2 (H) |
| 1988                       | Intertoto-Cup              | Gruppenphase  | Vejle BK                | 4:4       | 0:2 (A)         | 4:2 (H) |
| 1988                       | Intertoto-Cup              | Gruppenphase  | Tatabányai Bányász SC   | 4:3       | 2:2 (A)         | 2:1 (H) |
| 1988/89                    | UEFA-Pokal                 | 1. Runde      | Ikast FS                | (a)2:2(a) | 1:0 (H)         | 1:2 (A) |
| 1988/89                    | UEFA-Pokal                 | 2. Runde      | Turku PS                | (a)2:2(a) | 2:1 (H)         | 0:1 (A) |
| 1989                       | Intertoto-Cup              | Gruppenphase  | 1. FC Kaiserslautern    | 3:2       | 0:2 (A)         | 3:0 (H) |
| 1989                       | Intertoto-Cup              | Gruppenphase  | RKC Waalwijk            | 8:5       | 4:3 (A)         | 4:2 (H) |
| 1989                       | Intertoto-Cup              | Gruppenphase  | FC Carl Zeiss Jena      | 2:4       | 1:3 (A)         | 1:1 (H) |
| 1989/90                    | UEFA-Pokal                 | 1. Runde      | FC Valletta             | 7:1       | 4:1 (A)         | 3:0 (H) |
| 1989/90                    | UEFA-Pokal                 | 2. Runde      | Olympiakos Piräus       | (a)3:3(a) | 2:2 (H)         | 1:1 (A) |
| 1990                       | Intertoto-Cup              | Gruppenphase  | Aarhus GF               | 3:2       | 2:1 (A)         | 1:1 (H) |
| 1990                       | Intertoto-Cup              | Gruppenphase  | Vasas Budapest          | 0:1       | 0:0 (A)         | 0:1 (H) |
| 1990                       | Intertoto-Cup              | Gruppenphase  | Gefle IF                | 4:2       | 2:1 (A)         | 2:1 (H) |

Gesamtbilanz: 122 Spiele, 48 Siege, 21 Unentschieden, 53 Niederlagen, 204:228 Tore (Tordifferenz −24)

## Bekannte Spieler

### Helden vor 1912
Mark Nicholson spielte jahrelang bei West Bromwich Albion und wurde von seinem Arbeitgeber, dem internationalen Reisebüro „Cook & Son“ nach Wien versetzt. Die Vienna war zu der Zeit noch immer ein vorwiegend englischer Verein und so spielte Nicholson bald für den ältesten Fußballverein Österreichs. Er war nicht nur der mit Abstand beste Fußballer im Wien der damaligen Zeit und absoluter Star und Kassenmagnet seines Vereins, sondern übernahm alsbald auch Agenden als Organisator und Funktionär bei der Vienna. 1898 organisierte Nicholson das Comité zur Veranstaltung von Fußball-Wettspielen, das sich am 4. Jänner 1900 zur Österreichischen Fußball-Union zusammenschloss und stand diesem ersten Fußballverband Österreichs auch als erster Präsident vor. Als Nicholson wieder nach England zurückkehrte, schied er als erster Ehrenkapitän auf Lebenszeit der Vienna.
Anlässlich ihres zehnjährigen Bestandes lud die Vienna zu Pfingsten 1904 einige bekannte Fußballclubs zu einem Turnier nach Döbling, an dem auch die Glasgow Rangers und der dänische Bolden Cluben teilnahmen. Nach einer Verletzung des dänischen Tormannes lieh die Vienna dem Bolden Cluben ihren Tormann Karl Pekarna, der mit einer unglaublichen Leistung den schottischen Gegner dermaßen beeindrucken konnte, dass diese ihn noch im selben Jahr engagierten. Damit wurde der damals 22-jährige Wiener Torwart der erste österreichische Fußballprofi und Legionär und auch der erste österreichische Fußballer auf der britischen Insel.
Erwähnenswert sind in diesem Zusammenhang aber auch andere Spieler aus dieser Epoche, die sich sowohl durch Leistung als auch durch ihre Persönlichkeit hervorhoben. Zu ihnen gehörte der Verteidiger Wilhelm Eipeldauer, genannt Eipel, der während eines Spieles laut damaliger Überlieferung, über 90 Minuten kein einziges Wort zu sprechen pflegte und der Stürmer Kohn, der wiederum ununterbrochen redete und nicht nur mit seinen Mitspielern, sondern auch mit sich selbst, den Gegnern und den Schiedsrichtern sprach. Laut Überlieferung soll er sogar bei jedem Einwurf, Freistoß und Out eine Ansprache an die versammelten Spieler gehalten haben. Weitere bekannte Namen dieser Epoche waren Heinrich Lenczewsky, genannt Lintsch, Heinrich Retschury, der spätere Star-Schiedsrichter, und Franz Weber, alles mehrmalige Nationalspieler und Fußballgrößen ihrer Zeit.

### Wunderteamspieler und andere Größen (bis 1945)
| - Josef Blum - Otto Fischer - Leopold Giebisch - Friedrich Gschweidl - Leopold Hofmann - Otto Kaller | - Adolf Laudon - Leo Machu - Rudolf Noack - Karl Rainer - Willibald Schmaus - Josef Uridil | - Franz Mandl |

### Bekannte Spieler von 1946 bis 1974
| - Hans Buzek - Alfons Dirnberger - Karl Decker - Karl Koller - Hans Menasse - Ernst Sabeditsch | - Kurt Schmied - Rudolf Röckl - Bruno Engelmeier - Josef Epp - Rainer Schlagbauer |

### Blau-Gelbe Stars (ab 1975)
| - Peter Artner - Ralf Balzis - Franz Blicenec - Steffen Bury - Martin Cestnik - Alfred Drabits - Gerhard Franz - Gerald Glatzmayer - Konstantin Grussmann - Andreas Gutlederer - Andreas Heraf | - Andreas Herzog - Friedrich Hieß - Rudolf Hevera - Ulf Hollsten - Alexander Jank - Christoph Jank - Ewald Jenisch - Tino Jessenitschnig - Mario Kempes - Michael Konsel - Hans Krankl | - Andreas Lipa - Kimmo Lipponen - Jürgen Macho - Ernst Mader - Thomas Mandl - Marjan Marković - Sebastián Martínez - Peter Meister - Richard Niederbacher - Jiří Ondra - Zoltán Péter | - Herbert Poindl - Günther Pospischil - Marcus Pürk - István Puskás - Zeljko Radovic - Hannes Reinmayr - Kurt Russ - Christian Salaba - Andreas Spielmann - Hans Slunecko - Gerhard Steinkogler | - Peter Stöger (Trainer) - Laurens ten Heuvel - Ivica Vastić - Günther Vidreis - Franz Weber - Heinz Weber - Peter Webora - Helmut Zimmermann |

## Sektion Frauenfußball

### 1990–1997: Erste Frauenmannschaft
1990 gründete die Vienna auch eine Frauenmannschaft, die sogleich in die oberste Spielklasse der Frauen-Bundesliga einstieg. In der Auftaktsaison belegten die Damen der Vienna nur den 11. und vorletzten Platz, konnten jedoch aufgrund des freiwilligen Rückzugs anderer Mannschaften in der Liga verbleiben. 1991 konnte sich die Mannschaft auf den fünften Rang verbessern und 1992 feierten die Döblingerinnen mit dem vierten Meisterschaftsrang ihr bestes Ergebnis in der Vereinsgeschichte. Auf den Meister Union Kleinmünchen Linz fehlten damals nur sieben Punkte. Im Jahr darauf konnten während des gesamten Spieljahres nur acht Punkte erobert werden und die Vienna musste auf dem achten Platz liegend aus der Bundesliga absteigen. Nach einem sechsten Rang in der Saison 1993/94 in der 2. Division Ost erreichten die Wienerinnen 1995 mit dem zweiten Platz in dieser Spielklasse wiederum den Aufstieg in die Bundesliga. In der obersten Spielklasse erreichte die Vienna 1995/96 nur den 3. Platz im Abstiegs-Play-off, hätte damit aber den Klassenerhalt geschafft. Der Verein zog sich jedoch freiwillig aus der Liga zurück und belegte 1997 den dritten Rang in der 2. Division Ost. Nach Abschluss des Spieljahres wurde die Frauenfußballsektion der Döblinger im Herbst 1997 aufgelöst. Die Mannschaft wechselte daraufhin zum FC Hellas Kagran und schaffte 2000 nunmehr unter Federführung der grün-schwarzen Kagraner den Aufstieg in die Frauen-Bundesliga.

### Kader Saison 2024/25
Stand: 17. Oktober 2024
| 01 | Pia Piplits           | Osterreich |
| 13 | Christina Schönwetter | Osterreich |
| 31 | Lucie Schlimé         | Luxemburg  |

| 03 | Liv-Lilith Falk        | Osterreich         |
| 04 | Isabell Schneiderbauer | Osterreich         |
| 05 | Jovana Cavic           | Osterreich         |
| 06 | Lainie Fuchs           | Osterreich         |
| 08 | Linda Tuschek          | Osterreich         |
| 14 | Lena Kovar             | Osterreich         |
| 15 | Patricia Pfanner       | Osterreich         |
| 16 | Nadine Seidl           | Osterreich         |
| 18 | Aleksija Nikolić       | Serbien Osterreich |
| 29 | Leonie Gebert          | Deutschland        |
| 77 | Sarah Gutmann          | Osterreich         |

| 07 | Claudia Wasser     | Osterreich |
| 21 | Viktoria Hahn      | Osterreich |
| 22 | Magdalena Rukavina | Osterreich |
| 30 | Lara Höcherl       | Osterreich |
| 99 | Annalena Wucher    | Osterreich |

| 10 | Julia Kappenberger | Deutschland |
| 12 | Esther Floh        | Osterreich  |
| 19 | Hannah Fankhauser  | Osterreich  |
| 95 | Loretta Németh     | Ungarn      |

### 2011: Nachwuchsmannschaften
2011 begann die Vienna neue Mädchenmannschaften in ihrem Nachwuchsbereich aufzustellen und zu betreuen. Inzwischen gibt es bereits für die Altersklassen U12, U14 und U15 Teams, die Meisterschaft spielen. Seit Herbst 2018 baut die Vienna auch ein U10 Team auf, dass im Folgejahr den Meisterschaftsbetrieb aufnehmen soll.

### 2012: Zweite Frauenmannschaft
Seit Herbst 2012 gibt es wieder eine Frauenkampfmannschaft, die in der Saison 2012/13 in der 1. Klasse Frauen einstieg, Meister wurde und in die Wiener Frauen-Landesliga – der dritthöchsten Spielklasse im österreichischen Frauenfußball – aufstieg. In dieser wurde das Team in der Saison 2017/18 Meister und qualifizierte sich für die 2. Liga Ost/Süd. 2021 stieg die Mannschaft in die ÖFB Frauen-Bundesliga auf. Dort wurde das Team in der Saison 2023/2024 den Vizemeistertitel und schaffe es im Cup bis in das Halbfinale.
Durch den Vizemeistertitel durfte das Team erstmals an der Qualifikation der UEFA-Woman Champions League teilnehmen. Dies geschah im Rahmen eines Mini-Turniers in Linköping in Schweden.
Im Rahmen der 28. Bruno-Gala wurde die Frauschaft 2024 als Frauenteam der Saison ausgezeichnet. Die Vienna Spielerin Claudia Wasser wurde auf der Gala als Spielerin der Saison ausgezeichnet. Zuvor erhielt sie bereits die Auszeichnung als wichtigste Spielerin der Admiral Frauen-Bundesliga in der Saison 2023/24.

## Fankultur
Durchschnittlich 2.053 Fans besuchten in der Saison 2011/2012 die Ligaspiele der Vienna. Bei Spitzenspielen kamen bis zu 3.700 Menschen auf die Hohe Warte. Obwohl die großen sportlichen Erfolge der Vienna der Vergangenheit angehören, erfreut sich der Verein nach wie vor vielfältiger Unterstützung durch unterschiedliche Fangruppen. Die Fans nehmen starke Anleihen an einer britischen Fußballkultur, was sich durch die zahlreichen englischsprachigen Gesänge bemerkbar macht.
Viele Fangesänge zeichnen sich zudem durch Humor und Selbstironie aus.
Die wichtigsten Zusammenschlüsse sind die „Döblinger Kojoten“, die „Vienna Wanderers“ sowie die „Antifa Döbling“. Alle Fangruppen eint der Grundsatz des positiven Supports. Statt den Gegner und seine Fans zu schmähen, steht die Unterstützung der eigenen Mannschaft im Vordergrund. Viele Fans engagieren sich gegen Rassismus, Sexismus und Homophobie, weshalb regelmäßig politische Transparente in den Fansektoren und auf den brachliegenden Teilen der Naturarena zu sehen sind. Die Hausordnung des Stadions richtet sich explizit gegen die Verbreitung rechtsextremer Propagandamaterialen. Das Verhältnis zwischen Verein und Fans kann als gut bezeichnet werden, auch wenn vereinzelt Kritik an Entscheidungen der Vereinsführung geäußert wird. „Der First Vienna FC 1894 ist stolz, von einem derart vielfältigen und kreativen Fanpool unterstützt zu werden“, ist auf der offiziellen Vereinshomepage zu lesen.
Die Fans der Vienna unterhalten freundschaftliche Beziehungen zu den Anhängern von Blau-Weiß Linz und insbesondere zu den Fans des ebenso in der Regionalliga Ost spielenden Wiener Sport-Club. Nach dem Abstieg der Vienna in die Regionalliga Ost im Jahr 2014 kommt es wieder zu direkten Begegnungen zwischen den beiden Vereinen. Spiele gegen den Wiener Sport-Club, die oftmals als „kleines Wiener Derby“ oder von den Fans liebevoll als „Dörby of Love“ bezeichnet werden, locken nicht selten über 5.000 Zuschauer an.

## Von der Kuglerwiese zur Hohen Warte – Das Stadion

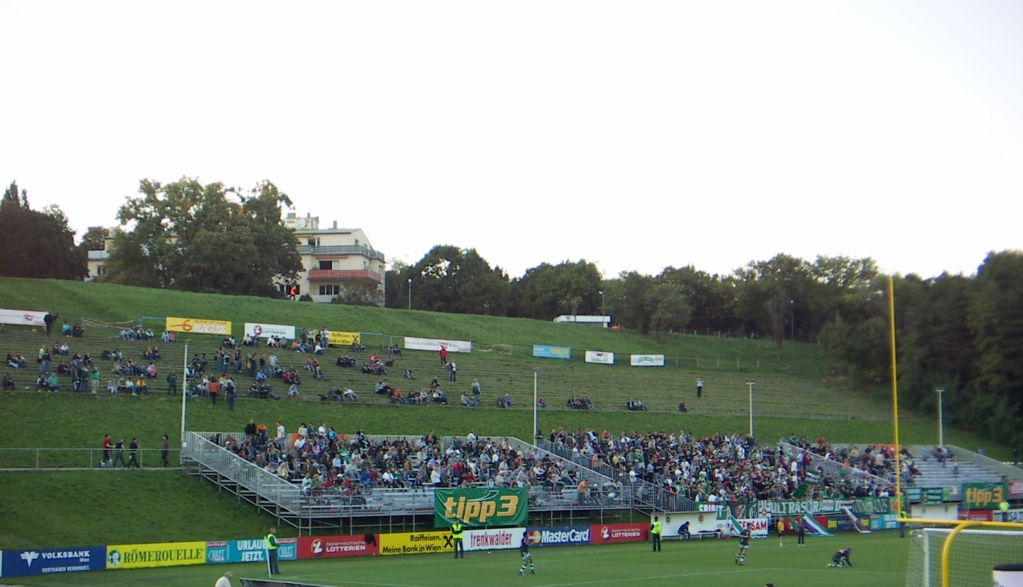
Naturtribüne auf der Hohen Warte

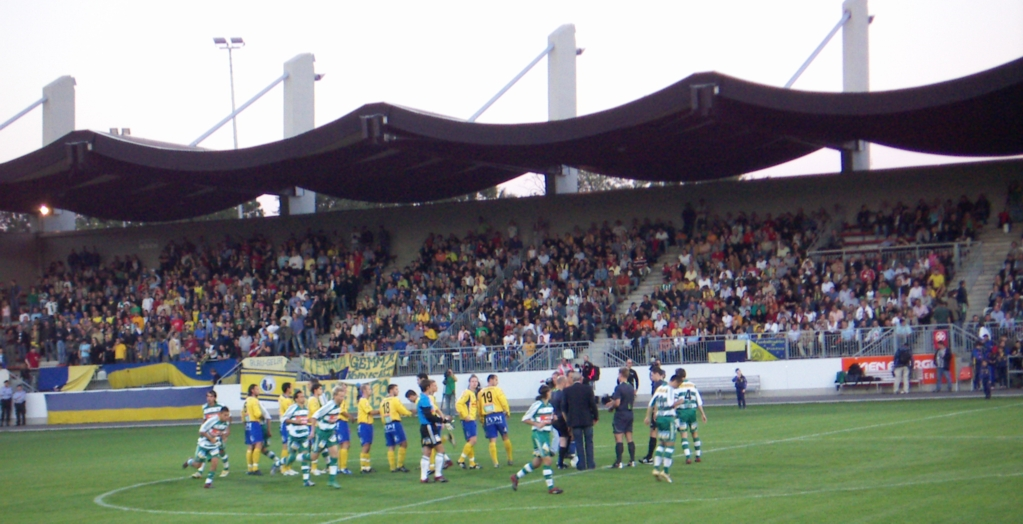
Befestigte Tribüne auf der Gegenseite

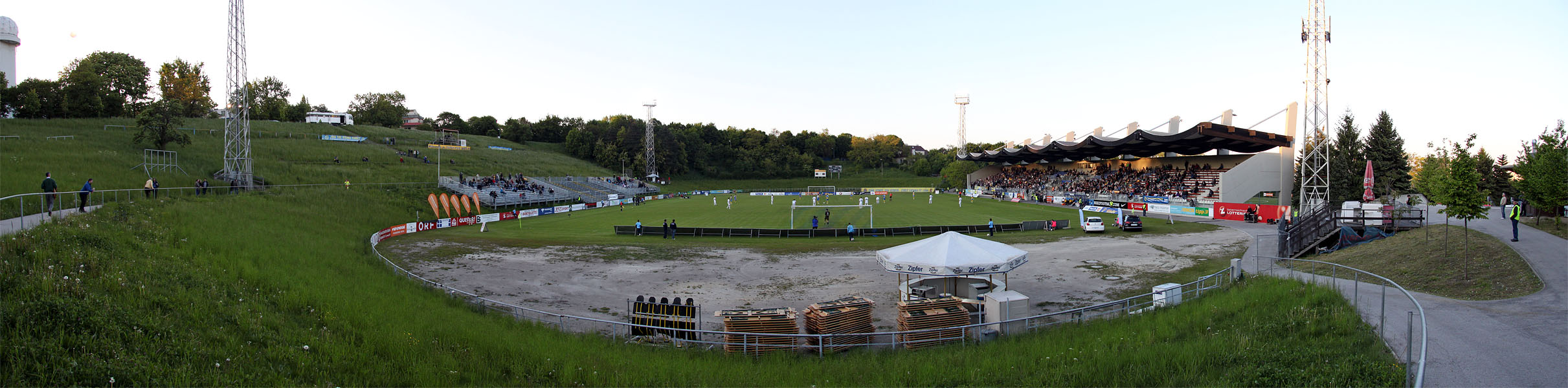
Panorama vom 6. Mai 2011 beim Erstligaspiel Vienna gegen Altach

Die erste Heimstätte der Vienna war bis zum 31. Mai 1896 die Kuglerwiese nahe der Heiligenstädter Straße. Im September 1896 zog der Verein auf die Kreindlwiese um. Diese lag neben dem Blindeninstitut auf der Hohen Warte und wurde dem Verein vom Ziegeleiinhaber Kreindl in Pacht gegeben. Der Platz zeichnete sich vor allem dadurch aus, dass das Gelände völlig uneben war und die Spieler ständig bergauf und bergab laufen mussten. Ein neuerlicher Umzug war damit nur eine Frage der Zeit. 1899 verließ man die schiefe Ebene der Kreindlwiese und pachtete das Gelände des heutigen Hohe-Warte-Bades, um darauf den größten Fußballplatz Wiens zu errichten und dem wachsenden Publikumsinteresse Rechnung zu tragen. Der neue Obmann und Nachfolger des ersten Präsidenten Geo Fuchs, Hermann Schönaug, trug mit viel persönlichem Engagement dazu bei, dass die neue Heimstätte der Blau-Gelben für damalige Verhältnisse rasch fertiggestellt werden konnte. Am 1. November 1899 wurde die so genannte „alte Hohe Warte“ mit dem glanzvollen 2:0-Erfolg gegen den DFC Prag offiziell eröffnet. Im Jahr 1910 wurde der Wiener AF zum Untermieter auf der Hohen Warte. Im Vorstand des WAF fand sich damals auch Eduard Schönecker, der Architekt und Erbauer des Hohe-Warte-Stadions nach dem Ersten Weltkrieg.
1919 kündigte die Gemeinde Wien dem Verein den Pachtvertrag und überließ das Grundstück einer Filmgesellschaft. Nachdem die Sportanlage auf der „alten Hohe Warte“ dem Erdboden gleichgemacht war, entschlossen sich die Vereinsverantwortlichen zum Erwerb eines Grundstücks, auf dem der unterklassige FC Ostmark eine Sportanlage geschaffen hatte. Dieses war bereits das Gelände der heutigen Hohe Warte, allerdings war das Spielfeld damals quer gestellt. Der damalige Vereinspräsident Mauthner übertrug die Planung für das neue Stadion, das 90.000 Zuschauer fassen und über 5 Millionen Kronen kosten sollte, dem Bauingenieur Eduard Schönecker. Dieser war durch den Bau des Rapidplatzes mit der Materie bestens vertraut und sorgte auch dafür, dass die Anlage in einer (für die damaligen Verhältnisse) Rekordzeit fertiggestellt wurde. Am 19. Juni 1921 wurde die Naturarena auf der Hohen Warte mit dem Meisterschaftsspiel der Vienna gegen Hakoah (2:1) eröffnet. Diese Naturarena ist auch heute noch Heimstätte der Vienna und ein eindrucksvolles Unikat des Stadionbaus.
Die Hohe Warte, damals eines der größten Stadien Europas, diente nicht nur der Vienna als moderne Spielstätte, sondern war auch Triumphstätte der Nationalmannschaft in der Ära des Wunderteams. Um die Anlage optimal nutzen zu können, wurden auch viele andere sportliche und kulturelle Veranstaltungen ausgetragen. In der Nachkriegszeit musste man sich die Hohe Warte mit der amerikanischen Besatzungsarmee teilen. Am Hauptfeld wurde bis 1952 ausschließlich Baseball gespielt, erst im Frühjahr 1953 wurde die Anlage wieder für den Fußball freigegeben.
Aufgrund des langsamen Verfalls wurde die Kapazität des Stadions mittlerweile sogar auf 4.500 Plätze begrenzt und später durch den Bau neuer Stahlrohrtribünen wieder auf 7.200 erweitert. Um etwas Geld in die Kasse zu bringen, bietet der Verein auch Randsportarten wie Rugby und American Football im Stadion Platz. Die Naturarena, die der befestigten Tribüne gegenüberliegt, wird besonders während der Sommermonate noch heutzutage vor allem von Familien gern besucht, darf jedoch nach einem Magistratsbeschluss nicht mehr als Zuschauerraum genutzt werden.

## Vereinsorgane
- Präsident: Kurt Svoboda[20]
- Geschäftsführer: Thomas Loy
- Vizepräsidenten: Roland Schmid, Robert Hammerl, Mario Herzog, Jonas Puck
- Verwaltungsbeirat: Roland Schmid, (Vorsitzender), Peter Winkler, Jürgen Schmidt, Peter Markuzy, Alexander Juraske, Axel Anderl, Angelika Pipal-Leixner, Julian Roth